# Szász Gerő
Ilencfalvi Szász Gerő (Ördögkeresztúr, 1831. augusztus 5. – Kolozsvár, 1904. április 29.) református esperes-lelkész, költő, a Petőfi Társaság tagja.

## Élete
Apja, Szász Gergely szintén református lelkész volt. Szülőhelyén kezdett tanulni; 1840-től Kolozsvárt folytatott tanulásában a szabadságharc megzavarta, sőt abban való részvétele miatt az osztrák hadseregbe is besorozták, ahonnét csak 1851 nyarán bocsátották el. Szülőföldjén töltött el egy évet, azután 1852-ben a teológiai tanfolyamra lépett Kolozsvárt, ahol aztán 1856-ban segédlelkész lett. Két év múlva külföldre indult és miután az 1858-59-es tanévben a berlini egyetemen hallgatta az előadásokat, 1859. augusztusban a kolozsvári egyház lelkésszé választotta. 1867-ben esperes, később igazgató-tanácsos lett, míg 1885. szeptemberben generális nótáriussá választatván, ettől fogva állandóan tagja volt mindkét testületnek, valamint tagja volt azelőtt a debreceni és újabban a budapesti zsinatnak. 1876-ban a Petőfi Társaság választotta tagjai sorába.

## Írásai
Leginkább költeményeket írt a szépirodalmi lapokba, így a Kolozsvári Hetilapba (1853. szept. 14, első verse), a Divatcsarnokba (1859), a Hölgyfutárba (1859-64), a Nővilágba (1859-60), Szigeti Albumba (1860), Divatcsarnokba (1860), Császárfürdői Albumba (1863), Csokonay-Albumba (1861), Lisznyay-Albumba (1863), a Vasárnapi Ujságba (1860-tól), a Fővárosi Lapokba (1864), a Petőfi-Társaság Lapjába (1877-78), a Koszorúba (1879., 1882.) sat. Cikkei a Hölgyfutárban (1859. 68-70., 150. sz. Uti levelek, rajz Hollandból, 1860. 3. 42., 47. sz.), a Szépirodalmi Közlönyben (1858. 87. 88. sz. A berlini magyar könyvtár érdekében), a Korunk Tárczájában (1865. 1-4. sz. Homer világa), a Magyarország és Nagyvilágban (1865. Az Iliászról), a Fővárosi Lapokban (1865. Homer és az életéről költött adomák), az Erdélyi Protestáns Közlönyben (1876. Gróf Mikó Imre emlékezete), a Protestáns Egyházi és Iskolai Lapban (1886. Az én édes apám 1794-1886, az Erdélyi Protestáns Közlöny után); a Debreczenben (1887. 53. sz. Visszaemlékezés 1848. márc. 15-re, az 1848-49. Történeti Lapok után) stb.

## Munkái
- Szász Gerő Költeményei. Pest, 1861.[3]
- Költemények. Uo. 1868.
- Corday Charlotte. Költői beszély. Bpest, 1876. (Ism. M. Polgár 117. sz.)
- Deák Ferencz emlékezete. 1876. ápr. 2. Kolozsvár.
- Rolandné. Tragoedia 5. felv. Bpest, 1880. (Ism. Koszorú IV. M. Polgár 1886. 77. sz.).
- Ujabb költeményei. Uo. 1880. (Ism. Ellenőr 619. sz., Koszorú IV.).
- Költemények, Kolozsvár, 1895. Két kötet. (Ism. Vasárnapi Ujság 1894. 50., Ellenzék, 278., Erdélyi Hiradó 285. sz.).
- Ünnepi beszéd a segesvár-fehéregyházi csatatéren felállított Petőfi-szobor leleplezési ünnepélyén. Uo. 1897.

Szerkesztette az Erdélyi Protestáns Közlönyt 1871. január 1-jétől 1875-ig és a Prédikátori Tárt 1873. és Uj Folyamát 1887 és 1889 között Kolozsvárt.